# Tebedak II
Tebedak II is een bestuurslaag in het regentschap Ogan Ilir van de provincie Zuid-Sumatra, Indonesië. Tebedak II telt 1768 inwoners (volkstelling 2010).